# Katedrala i crkve Ečmijadzina i arheološki lokalitet Zvartnoc
Katedrala i crkve Ečmijadzina i arheološki lokalitet Zvartnoc su građevine koje predstavljaju evoluciju i razvoj armenskih crkava s križnim svodovima i kupolom na sredini koje su snažno utjecale na razvoj arhitekture i umjetnosti šireg područja. Kompleks se sastoji od samostanskog kompleksa Ečmijadzinske katedrale (303.), Crkve sv. Rispsime (618.), Crkve sv. Gajane (630.), zidina od 10 metara i saborne crkve Šogakata (1694.); a uz njih je vezan i arheološki lokalitet Katedrale u Zvartnocu (7. st.) na južnom kraju grada Ečmijadzina. One su upisane na UNESCO-ov popis mjesta svjetske baštine u Aziji i Oceaniji 2000. godine.

## Ečmijadzinska katedrala
Majčinska katedrala Svete Majke Božje (armenski: Մայր Տաճար Սուրբ Էջմիածին, Majar tajar Surb Edžmijadzin) je jedna od najstarijih crkvi na svijetu, izgrađena za Sv. Grgura Prosvjetitelja, osnivača Armenske apostolske crkve, od 301. – 303. godine, u vrijeme kada je Armenija proglasila kršćanstvo državnom religijom (kao prva takva država na svijetu).
Izvorno je izgrađena kao nadsvođena bazilika, ali je nakon oštećenja u političkim neredima u 5. stoljeću, obnovljena 480. godine u križnom tlocrtu. God. 618. drvena kupola je zamijenjena identičnom od kamena koja je preživjela do danas. Njezina težina je podprta neovisnim stupovima na vitkim arkadama u sklopu vanjskih zidova. Stupovi na sjevrnoj strani su iz 4. i 5. stoljeća. Trokatni zvonik iznad zapadnog portala je iz 17. stoljeća. Rotunda sa šest stupova, koja počiva na četverostupnoj osnovi izgrađena početkom 18. stoljeća iznad sjeverne, istočne i južne apside, čime je crkva dobila obris petokupolne građevine.
Katedrala je okružena mnogim građevinama (kao što su Patrijarhalna rezidencija, Vijeće ili Divanatoon, Kraljevska vrata Trdata III., Riznica Aleksija i Marije Manoogijan, Muzej Krimian, Armenske monaške ćelije, staro sjemenište, sat-toranj i knjižnica) i hačkarima izgrađenima tijekom mnogih stoljeća.

## Ostale crkve
Crkva Svete Ripsime (Սուրբ Հռիփսիմէի եկեղեցի) je izgrađena 618. godine kao katolikos (glavna crkva) samostana Gomidas izgrađenog na temeljima mauzoleja kralja Izaka Velikog (395.), i od tada je nepromijenjena. Smatra se najstarijim primjerom armenske crkve klasičnog perioda armenske umjetnosti. Ona je savršen primjer crkve križnog tlocrta s kupolom na njezinom središtu. Njome dominira sklad nacrta i proporcija, kao i jednostavnost klasične čistoće njezina pročelja koje ima odlike najbolje armenske arhitekture ranog srednjeg vijeka. U njoj se čuvaju posmrtni ostaci Svete Ripisme, kršćanske svetice iz vremena pokrštenja Armenaca 301. godine.
Crkva Svete Gajane (Սուրբ Գայանէ եկեղեցի, Surb Gajane)  iz 630. godine potječe iz vremena vladavine katolikosa Ezre I. i odlikuje se skladnim i vitkim proporcijama. Njen oblik je nepromijenjen usprkos djelomičnim obnovama kupole i svoda 1652. godine, kada je izgrađen i trijem s arkadama na njezinom zapadnom pročelju koji je postao mauzolej mnogih armenskih vjerodostojnika.
Crkva Šogakat (Շողակաթ եկեղեցի u značenju "zraka svjetla" prema predaju da je zraka svjetla obasjala časne sestre Svete Ripisme prilikom njihova mučeništva). Izgrađena je 1694. godine za vladavine kneza Aghmala Sorotetsija na ostacima bazilike iz 6. stoljeća.
- Crkva sv. Ripisme
- Crkva sv. Gajane
- Crkva Šogakat
- Ruine Katedrale u Zvartnocu

## Katedrala u Zvartnocu
Katedrala u Zvartnocu (Զուարթնոց u značenju "Nebeskih anđela") je izgrađena prema nalogu katolikosa Nersesa III. od 641. – 653. godine i nalazi se na istočnom kraju Ečmijadzina. Ona je bila jedinstvena po svom obliku: tlocrt kružnog plana sa središnjom kupolom na kolonadi arkada i poligonalnim vanjskim zidovima od 32 kuta. Uz nju su se nalazila Patrijarhalna palača i vinarija, a unutrašnjost joj je bila oslikana freskama. Ona je snažno utjecala na mnoge građevine izgrađene poslije u Armeniji i šire (Turska, Iran). Uništena je u snažnom potresu 930. godine i otkrivena je tek početkom 20. stoljeća. Njen pronalazač, arhitekt Thoros Thoramanian, poduzeo je i prve radove na njezinoj obnovi.

## Vanjske poveznice
- Ečmijadzinska katedrala na Armenica.org
- Ečmijadzin na Katoličkoj enciklopediji Posjećeno 4. ožujka 2011.